# Sarah Tondé
Sarah Tondé, född 30 oktober 1983, är en friidrottare från Burkina Faso. Hon deltog vid olympiska sommarspelen 2000.